# Exeter (Rhode Island)
Exeter – miasto w Stanach Zjednoczonych, w stanie Rhode Island, w hrabstwie Washington.